# 中原御殿

中原御殿伝承裏門

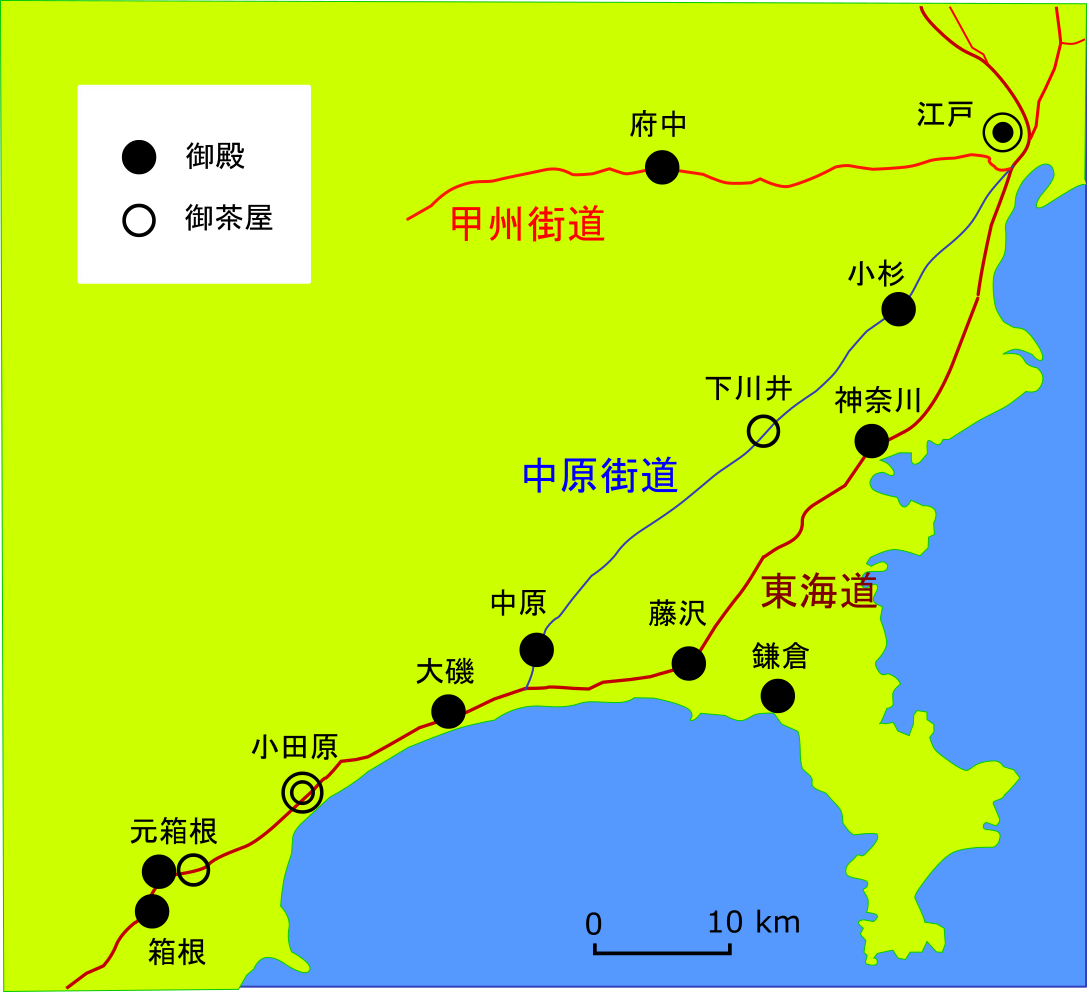
中原御殿及び周辺の御殿・御茶屋の分布。

中原御殿（なかはらごてん）は、江戸時代初期、相模国平塚中原にあった徳川将軍家の御殿（別荘）である。現在の神奈川県平塚市御殿二丁目に相当する。

## 歴史
徳川家康の命により、江戸・駿府間の往復や鷹狩の際の宿舎として文禄5年（1596年）に建てられた。一方で、慶長年間に設置されたとする説がある。正保国絵図および元禄国絵図によると、「御殿」との記録がある。
「御鷹野御殿」「東照宮御旅館」「雲雀野御殿」ともいったが当時の呼称は「御旅館」。
神奈川県内には他に、神奈川御殿（横浜市神奈川区）、小杉御殿（川崎市中原区）、藤沢御殿（藤沢市）があった。
規模は東西約140メートル、南北約100メートルで約7100坪の広大な敷地を持っていた。現在跡地には平塚市立中原小学校があり、御殿跡碑が設置されるのみである。周囲に約10メートル幅の堀をめぐらしていたといわれ、中原小学校の北側道路が堀跡といわれる。寛永17年（1640年）に一度修理をしているが、明暦の大火のあった明暦3年（1657年）取り払いとなる。平塚市内にある茅葺きの善徳寺三門は、この御殿の裏門である冠木門（かぶきもん）を遷したものと伝えられている。
また、御殿造営の頃よりこの地や平塚宿などに黒松を中心とした植林がなされた。合計127町歩に及んだ松林は中原御林（なかはらおはやし）と呼ばれ厳重に保護された。寛政8年（1796年）以降、江戸城西丸普請や御台場用材としても利用されたが明治以降、東海道本線の駅舎建築に使用する煉瓦を焼くための燃料として刈り尽くされてしまった。

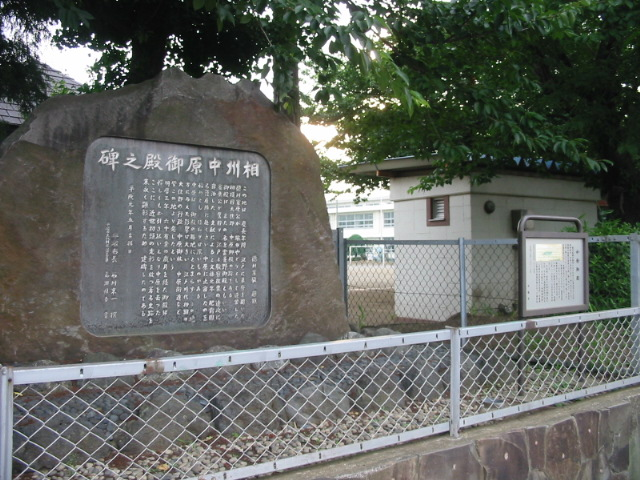
中原御殿の碑 現在跡地には平塚市立中原小学校が建っている。（写真奥）

### 中原街道
中原街道はこの御殿の地と江戸とを結び、江戸時代以降の街道の名の由来となっている。中原街道には、中原御殿の他、小杉御殿、下川井御殿があった。
街道そのものはすでに後北条氏の時代には整備されていたものであり、もともとの起点は大磯宿外れの化粧坂である。

## 交通
- 善徳寺三門へはJR平塚駅より、神奈川中央交通バスにて金目経由、秦野駅北口行きにて南原土手にて下車、徒歩約15分
- また中原御殿の碑へはJR平塚駅7番のりばより、神奈川中央交通バスにて平89,90系統、伊勢原団地経由伊勢原駅南口行きにて中原御殿にて下車、徒歩2分

## 関連文献・資料
- 成島司直 (撰)、長谷川雪堤 (挿絵)、平塚市博物館 (所蔵)「中原御宮記」、平塚市教育委員会、1843年、2019年1月17日閲覧。 紙本着色巻子仕立1点、幅29.5cm×長91.5cm (挿絵部分)。1996年 (平成6年) 1月20日指定、平塚市指定重要文化財。
- 大野誌編集委員会 編「第2章 うつりかわり /第1節 江戸時代までの大野」『大野誌』平塚市教育委員会、1958年。doi:10.11501/3002677。 「中原御殿と東照宮」「中原御林」の項目あり